# Wilhelm Schlenk
Wilhelm Johann Schlenk (ur. 22 marca 1879 w Monachium, zm. 29 kwietnia 1943 w Tybindze) – niemiecki chemik, specjalista w zakresie związków metaloorganicznych.

Naczynia laboratoryjne Schlenka

Studiował na Uniwersytecie Ludwika i Maksymiliana w Monachium. W roku 1917 opublikował, wraz z Johanną Holtz, informację o otrzymaniu pierwszych związków litoorganicznych:
Et2Hg + Li → EtLi
EtLi + Me2Hg → MeLi
EtLi + Ph2Hg → PhLi
gdzie Me = CH3; Et = C2H5; Ph = C6H5
Zajmował się również badaniami wolnych rodników i karboanionami. Wspólnie z synem odkrył, że halogenki magnezoorganiczne biorą udział w złożonej równowadze zwanej dzisiaj równowagą Schlenka:
2 RMgX ⇌ MgX2 + MgR2
Schlenk opracował technikę pracy laboratoryjnej ze związkami wrażliwymi na kontakt z powietrzem, skonstruował na przykład linię próżniową (zwaną również linią Schlenka) i ampułę laboratoryjną (naczynie Schlenka).